# Alsóapsa
Alsóapsa (ukránul: Нижня Апша [Nizsnya Apsa], oroszul: Нижняя Апша [Nyizsnyaja Apsa], románul: Apşa de Jos) falu Ukrajnában, Kárpátalján, a Técsői járásban. 1946–2004 között hivatalos ukrán neve: Діброва [Gyibrova].

## Fekvése
Técsőtől 20 km-re keletre az Apsica (Apsa) és a Bockó patakok összefolyásánál fekszik.

## Nevének eredete
Neve a régi magyar Absalon személynévből származik. Ukrán neve a román dumbrava (= cserjés) főnévből ered.

## Története
1387-ben Alsówapsa néven említik először. Görögkatolikus fatemploma a 18. század elején épült az 1561-évi régi templom felhasználásával. Mai formáját 1788-ban nyerte el, 17. – 18. századi festmények díszítik. Az 5600 lakosú románok lakta település  csergekészítéséről híres. 1910-ben 5602 lakosából 4651 román, 746 német, 173 ruszin volt.
A trianoni békeszerződésig Máramaros vármegye szigeti járásához tartozott.
1941-ben mintegy 1000 zsidó lakos közül több száz alsóapsai zsidót deportáltak „hontalanként” Galíciába. Egy részüket Kamenyec-Podolszkijnál gyilkolta meg az SS, mások a sztanyiszlavovi gettóban pusztulnak el.

## Közlekedés
A települést érinti a Bátyú–Királyháza–Taracköz–Aknaszlatina-vasútvonal.

## Híres emberek
- Itt született 1882. július 3-án Tárcza Bertalan magyar zeneszerző, zenei szakíró, szerkesztő.

## Galéria

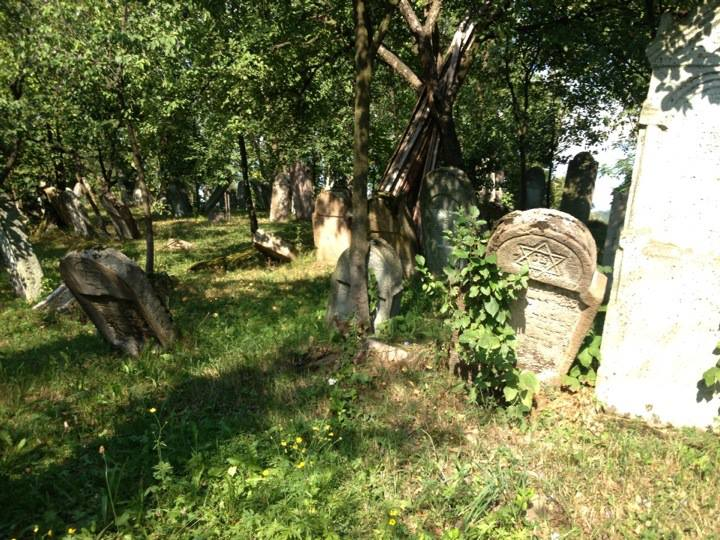
Zsidó temető